# Regionalwahlkreis Mostviertel
Der Regionalwahlkreis Mostviertel (Wahlkreis 3C) ist ein Regionalwahlkreis in Österreich, der bei Wahlen zum Nationalrat für die Vergabe der Mandate im ersten Ermittlungsverfahren gebildet wird. Der Wahlkreis umschließt die politischen Bezirke Amstetten, Melk, Scheibbs sowie die Stadt Waidhofen an der Ybbs und umfasst damit den westlichen Teil der gleichnamigen Region Mostviertel.
Bei der Nationalratswahl 2019 waren im Regionalwahlkreis Mostviertel 194.417 Personen wahlberechtigt, wobei bei der Wahl die Österreichische Volkspartei (ÖVP) mit 45,6 % als stärkste Partei hervorging. Von den sechs zu vergebenden Grundmandaten entfielen zwei Mandate auf die ÖVP und eines auf die Sozialdemokratische Partei Österreichs.

## Geschichte
Nach dem Ende des Staates Österreich-Ungarn wurde für das Gebiet von Niederösterreich mit der Wahlordnung 1918 für die Wahl der konstituierenden Nationalversammlung mehrere Wahlkreise geschaffen, wobei das Gebiet des heutigen Wahlkreises Mostviertel im Osten des neu geschaffenen Wahlkreises Viertel oberm Wienerwald lag. Nachdem die Wahlordnung von 1923 von der austrofaschistischen Regierung 1934 außer Kraft gesetzt worden war, wurde die ursprüngliche Einteilung der Wahlkreise nach dem Zweiten Weltkrieg mit dem Verfassungsgesetz vom 19. Oktober 1945 weitgehend wieder eingeführt. In der Folge war der Wahlkreis Viertel oberm Wienerwald mehrmals von Gebietsverschiebungen betroffen, bis durch die Nationalrats-Wahlordnung 1971 eine tiefgreifende Wahlkreisreform erfolgte. Durch die Nationalrats-Wahlordnung 1971 wurde Anzahl der Wahlkreise in Österreich auf nur noch neun reduziert. Für das Bundesland Niederösterreich bestand in der Folge nur noch ein Wahlkreis, der Wahlkreis Niederösterreich (Wahlkreis 3). Mit Inkrafttreten der Nationalrats-Wahlordnung 1992 wurde das österreichische Bundesgebiet schließlich in 43 Regionalwahlkreise unterteilt und somit ein drittes Ermittlungsverfahren eingeführt, wobei die Bezirke Amstetten, Melk, Scheibbs, und die StadtWaidhofen an der Ybbs zum Wahlkreis Mostviertel (Wahlkreis 3C) zusammengefasst wurden. Der Regionalwahlkreis Mostviertel erhielt in der Folge 1993 sechs Mandate zugewiesen, wobei die Neuberechnung der Mandatsverteilung nach den Ergebnissen der Volkszählung 2001 im Jahr 2002  zu keinen Veränderungen im Wahlkreis führten.
Seit der Schaffung des Wahlkreises erreichte die ÖVP bei jeder Nationalratswahl die relative Mehrheit. Einmalig gelang es ihr bei der Nationalratswahl am 24. November 2002 mit 53,6 % die absolute Mehrheit zu erreichen.

## Wahlergebnisse
| Nationalratswahlen im Regionalwahlkreis Mostviertel | Nationalratswahlen im Regionalwahlkreis Mostviertel | Nationalratswahlen im Regionalwahlkreis Mostviertel | Nationalratswahlen im Regionalwahlkreis Mostviertel | Nationalratswahlen im Regionalwahlkreis Mostviertel | Nationalratswahlen im Regionalwahlkreis Mostviertel | Nationalratswahlen im Regionalwahlkreis Mostviertel | Nationalratswahlen im Regionalwahlkreis Mostviertel | Nationalratswahlen im Regionalwahlkreis Mostviertel | Nationalratswahlen im Regionalwahlkreis Mostviertel | Nationalratswahlen im Regionalwahlkreis Mostviertel | Nationalratswahlen im Regionalwahlkreis Mostviertel |
| Wahltermin                                          | GM                                                  |                                                     | ÖVP                                                 | SPÖ                                                 | FPÖ                                                 | GRÜNE                                               | BZÖ                                                 | LIF/NEOS                                            | FRANK                                               | PILZ/JETZT                                          | Sonstige                                            |
| --------------------------------------------------- | --------------------------------------------------- | --------------------------------------------------- | --------------------------------------------------- | --------------------------------------------------- | --------------------------------------------------- | --------------------------------------------------- | --------------------------------------------------- | --------------------------------------------------- | --------------------------------------------------- | --------------------------------------------------- | --------------------------------------------------- |
| 9. Oktober 1994                                     |                                                     | Stimmenanteile (%)                                  | 40,7                                                | 31,3                                                | 16,6                                                | 6,0                                                 | -                                                   | 3,9                                                 | -                                                   | -                                                   | 1,4                                                 |
| 9. Oktober 1994                                     | 6                                                   | Grundmandate                                        | 2                                                   | 1                                                   | 0                                                   | 0                                                   | -                                                   | 0                                                   | -                                                   | -                                                   | 0                                                   |
| 17. Dezember 1995                                   |                                                     | Stimmenanteile (%)                                  | 39,7                                                | 34,6                                                | 16,5                                                | 4,1                                                 | -                                                   | 3,5                                                 | -                                                   | -                                                   | 1,6                                                 |
| 17. Dezember 1995                                   | 6                                                   | Grundmandate                                        | 2                                                   | 1                                                   | 0                                                   | 0                                                   | -                                                   | 0                                                   | -                                                   | -                                                   | 0                                                   |
| 3. Oktober 1999                                     |                                                     | Stimmenanteile (%)                                  | 38,7                                                | 31,0                                                | 21,0                                                | 5,9                                                 | -                                                   | 1,9                                                 | -                                                   | -                                                   | 1,6                                                 |
| 3. Oktober 1999                                     | 6                                                   | Grundmandate                                        | 2                                                   | 1                                                   | 1                                                   | 0                                                   | -                                                   | 0                                                   | -                                                   | -                                                   | 0                                                   |
| 24. November 2002                                   |                                                     | Stimmenanteile (%)                                  | 53,6                                                | 33,0                                                | 6,3                                                 | 6,2                                                 | -                                                   | 0,6                                                 | -                                                   | -                                                   | 0,4                                                 |
| 24. November 2002                                   | 6                                                   | Grundmandate                                        | 3                                                   | 1                                                   | 0                                                   | 0                                                   | -                                                   | 0                                                   | -                                                   | -                                                   | 0                                                   |
| 1. Oktober 2006                                     |                                                     | Stimmenanteile (%)                                  | 44,9                                                | 33,3                                                | 8,7                                                 | 7,5                                                 | 2,3                                                 | -                                                   | -                                                   | -                                                   | 3,3                                                 |
| 1. Oktober 2006                                     | 6                                                   | Grundmandate                                        | 2                                                   | 1                                                   | 0                                                   | 0                                                   | 0                                                   | -                                                   | -                                                   | -                                                   | 0                                                   |
| 28. September 2008                                  |                                                     | Stimmenanteile (%)                                  | 36,8                                                | 27,5                                                | 17,0                                                | 6,9                                                 | 7,1                                                 | 1,1                                                 | -                                                   | -                                                   | 3,5                                                 |
| 28. September 2008                                  | 6                                                   | Grundmandate                                        | 2                                                   | 1                                                   | 0                                                   | 0                                                   | 0                                                   | 0                                                   | -                                                   | -                                                   | 0                                                   |
| 29. September 2013                                  |                                                     | Stimmenanteile (%)                                  | 35,7                                                | 25,8                                                | 17,8                                                | 9,2                                                 | 2,8                                                 | 3,1                                                 | 4,2                                                 | -                                                   | 1,3                                                 |
| 29. September 2013                                  | 6                                                   | Grundmandate                                        | 2                                                   | 1                                                   | 1                                                   | 0                                                   | 0                                                   | 0                                                   | 0                                                   | -                                                   | 0                                                   |
| 15. Oktober 2017                                    |                                                     | Stimmenanteile (%)                                  | 38,5                                                | 23,8                                                | 25,7                                                | 2,5                                                 | -                                                   | 4,4                                                 | -                                                   | 3,1                                                 | 2,1                                                 |
| 15. Oktober 2017                                    | 6                                                   | Grundmandate                                        | 2                                                   | 1                                                   | 1                                                   | 0                                                   |                                                     | 0                                                   | -                                                   | 0                                                   | 0                                                   |
| 29. September 2019                                  |                                                     | Stimmenanteile (%)                                  | 45,6                                                | 19,3                                                | 16,3                                                | 10,0                                                | -                                                   | 6,4                                                 | -                                                   | 1,4                                                 | 1,0                                                 |
| 29. September 2019                                  | 6                                                   | Grundmandate                                        | 2                                                   | 1                                                   | 0                                                   | 0                                                   |                                                     | 0                                                   | -                                                   | 0                                                   | 0                                                   |
| 29. September 2024                                  |                                                     | Stimmenanteile (%)                                  | 31,9                                                | 18,6                                                | 30,7                                                | 6,2                                                 | -                                                   | 7,0                                                 | -                                                   | -                                                   | 5,6                                                 |
| 29. September 2024                                  | 6                                                   | Grundmandate                                        | 1                                                   | 1                                                   | 1                                                   | 0                                                   | -                                                   | 0                                                   | -                                                   | -                                                   | 0                                                   |